# High School Musical: The Ice Tour
High School Musical: The Ice Tour (High School Musical: El Tour Sobre Hielo en español) es un show sobre hielo producido por Feld Entertainment. Está basado en las películas High School Musical y High School Musical 2. Su primera gira duró desde el 31 de agosto de 2008 hasta enero del 2009; después fue dando giras en algunas ciudades del mundo con un avance extra de la película High School Musical 3: Senior Year.

## Números musicales
En el show aparecen números musicales presentes en las películas, sacados del musical teatral y muchos pasos nuevos.
Con el ánimo de promover el espectáculo, se usó el enunciado «Sumérgete en el espectáculo y disfruta de los sonidos, las canciones y el ritmo trepidante de este nuevo show protagonizado por patinadores mundialmente conocidos».

## Números de las películas
- Start of Something New (East High)
- Get'cha Head in the Game (Wildcats)
- What I've been looking for (Sharpay y Ryan)
- What I've been looking for (Reprise) (Troy y Gabriella)
- Stick to the Status Quo (East High)
- When There Was Me and You (Gabriella)
- Bop to the Top (Sharpay y Ryan)
- Breaking Free (East High)
- We're All In This Together (East High)
- What Time Is It? (East High)
- Fabulous Sharpay y Ryan
- Work This Out (East High)
- You Are The Music In Me (Troy y Gabriella)
- I Don't Dance (Ryan y Wildcats)
- You Are The Music In Me (versión de Sharpay) (Sharpay y Troy)
- Gotta Go My Own Away (Gabriella)
- Bet On It (Troy)
- Everyday (East High)
- All For One (East High)

## Números del musical teatral
- Cellular Fusion (East High)
- Counting On You (East High)

## Coreografía
El coreógrafo principal fue Charles Clapow. Kenny Ortega también colaboró en algunas coreografías.